# Sepp De Roover
Sepp De Roover (Geel, 12 november 1984) is een Belgisch voormalig profvoetballer die bij voorkeur in de verdediging speelde. Hij zette in mei 2015 een punt achter zijn voetballoopbaan en richtte zich vanaf dat moment op een maatschappelijke carrière. Zijn laatste profclub was NAC Breda, waar hij in totaal drie seizoenen voor speelde. De Roover debuteerde in 2009 in het Belgisch voetbalelftal. Hij speelde in totaal twee interlands, waarin hij niet wist te scoren.

## Clubcarrière
De Roover begon met voetballen bij de Belgische club Verbroedering Geel. Nadat hij ook bij Willem II had gespeeld, werd hij opgenomen in de opleiding van PSV. In het seizoen 2004/2005 trainde De Roover mee met de A-selectie van PSV. Daarnaast zat hij een aantal keer op de bank bij de hoofdmacht, onder meer in de kampioenswedstrijd tegen Vitesse. In de zomer van 2005 werd De Roover voor één seizoen verhuurd aan FC Eindhoven, waar PSV net een samenwerkingsverband mee had afgesloten.
De Roover kon op verschillende posities uit de voeten. Bij Jong PSV speelde hij als rechtsbuiten, maar na verloop van tijd zakte hij langzamerhand terug in de linies. In het seizoen 2004/2005 werd De Roover als alternatief gezien voor de rechtsbackpositie van de A-selectie. Ook bij Sparta Rotterdam werd hij als rechtsback gebruikt. Daar werd hij een vaste waarde. Hij speelde in zijn eerste seizoen bij Sparta alle wedstrijden.
De Belgische verdediger tekende op 22 januari 2008 een contract voor 2,5 jaar met een optie voor nog twee seizoenen bij FC Groningen. Daar volgde hij de naar Ajax vertrokken Uruguayaan Bruno Silva op. Op 8 maart 2008 scoorde De Roover zijn eerste goal voor FC Groningen. Zijn 1-2 tegen Willem II bezorgde FC Groningen voor het eerst in vijftien jaar een overwinning in Tilburg. In de eerste wedstrijd van het seizoen 2008/09 tegen Vitesse speelde hij de volle negentig minuten. In de negende minuut maakte hij het eerste doelpunt van de competitie. Hij had een basisplaats, maar in de wedstrijd tegen het NEC Nijmegen van oud-trainer Wiljan Vloet liep hij een blessure op.
Op 12 juni 2010 bereikte De Roover een overeenkomst voor vier seizoenen met Sporting Lokeren, dat daarvoor 275.000,- euro overmaakte aan FC Groningen. Na twee seizoenen weer in België gespeeld te hebben, kwam hij terug in de Eredivisie om op huurbasis uit te komen voor NAC Breda. Hij scoorde tegen AZ zijn eerste goal voor de Brabanders en dat was ook meteen de winnende: NAC won met 2-1. Het seizoen erna nam NAC Breda hem volledig over van Lokeren. In april 2015 werd bekend dat De Roover bezig was aan zijn laatste maanden als profvoetballer. De verdediger had weliswaar nog een contract tot de zomer van 2016, maar koos voor een maatschappelijke carrière. Beide partijen kwamen overeen het dienstverband te ontbinden.
In het seizoen 2020-2021 werd De Roover voorgesteld als hoofdcoach van de ambitieuze Eerste Provincialer FC Wezel Sport.

## Rode Duivels
De Roover debuteerde in november 2009 voor de Rode Duivels in het oefenduel tegen Hongarije in het Jules Ottenstadion te Gent. België won het duel met 3-0. De Roover startte in de basis, speelde negentig minuten en kreeg een gele kaart. De Roover speelde eveneens de volle negentig minuten in de wedstrijd tegen Qatar op de Olympische Spelen.

### Lijst van interlands
| Nr. | Interland          | Datum            | Uitslag | Speelminuten | Goals | Assists | Geel | Rood |
| --- | ------------------ | ---------------- | ------- | ------------ | ----- | ------- | ---- | ---- |
| 1   | België – Hongarije | 14 november 2009 | 3 – 0   | 90           | 0     | 0       | X    | /    |
| 2   | België – Qatar     | 17 november 2009 | 2 – 0   | 90           | 0     | 0       | /    | /    |

## Clubstatistieken
| Seizoen | Club               | Land      | Competitie         | Duels | Goals |
| ------- | ------------------ | --------- | ------------------ | ----- | ----- |
| 2001/02 | Verbroedering Geel | België    | Tweede klasse      | 12    | 0     |
| 2002/03 | Verbroedering Geel | België    | Tweede klasse      | 0     | 0     |
| 2003/04 | PSV                | Nederland | Eredivisie         | 0     | 0     |
| 2004/05 | PSV                | Nederland | Eredivisie         | 0     | 0     |
| 2005/06 | FC Eindhoven       | Nederland | Eerste divisie     | 37    | 1     |
| 2006/07 | Sparta             | Nederland | Eredivisie         | 34    | 0     |
| 2007/08 | Sparta             | Nederland | Eredivisie         | 19    | 3     |
| 2007/08 | FC Groningen       | Nederland | Eredivisie         | 11    | 1     |
| 2008/09 | FC Groningen       | Nederland | Eredivisie         | 16    | 2     |
| 2009/10 | FC Groningen       | Nederland | Eredivisie         | 14    | 0     |
| 2010/11 | Sporting Lokeren   | België    | Jupiler Pro League | 17    | 1     |
| 2011/12 | Sporting Lokeren   | België    | Jupiler Pro League | 10    | 0     |
| 2012/13 | → NAC Breda (huur) | Nederland | Eredivisie         | 30    | 1     |
| 2013/14 | NAC Breda          | Nederland | Eredivisie         | 28    | 0     |
| 2014/15 | NAC Breda          | Nederland | Eredivisie         | 7     | 0     |
| Totaal  | Totaal             | Totaal    | Totaal             | 235   | 9     |